# Propino

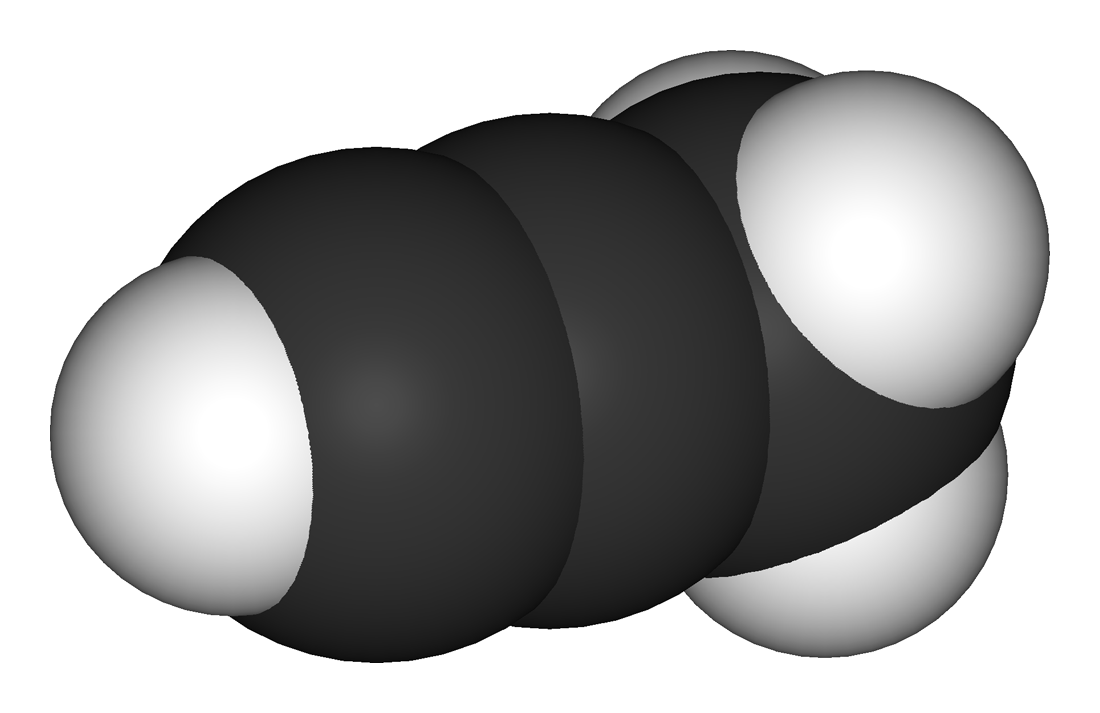
Estructura molecular del propino.

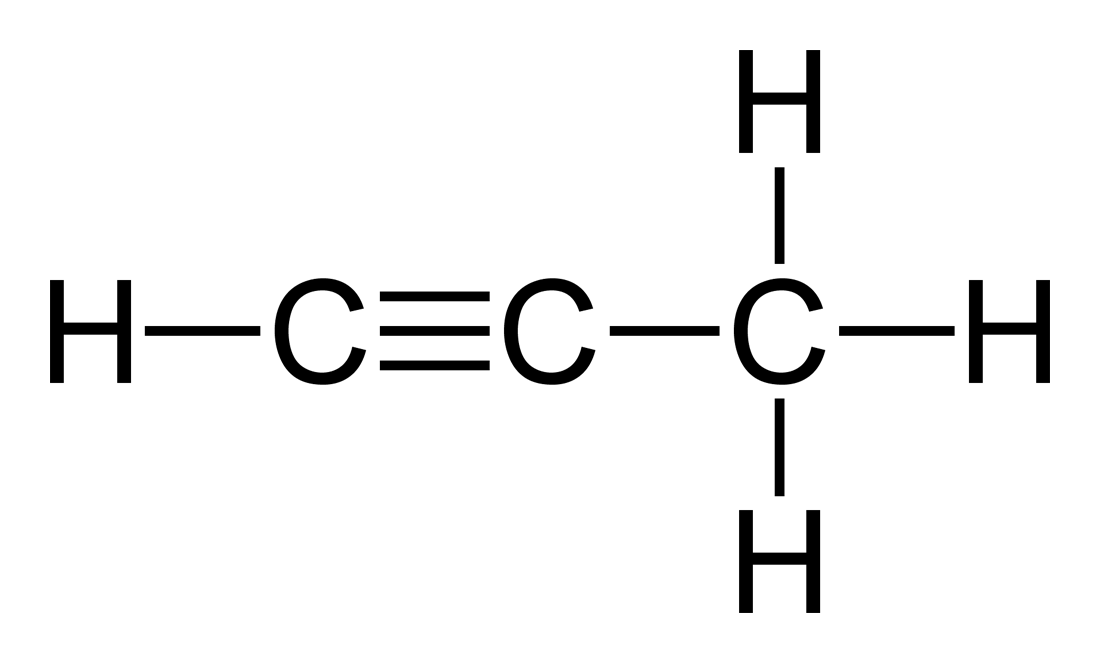
Estructura del propino.

El metilacetileno, también denominado propino, es un alquino con una fórmula química CH3C≡CH, y una masa molecular de 40,063 g/mol.
Se usa en soldaduras. Es un gas incoloro, de olor característico, más denso que el aire y puede extenderse a ras del suelo. Se descompone al calentarla intensamente y bajo la influencia de presión produciendo monóxido de carbono y dióxido de carbono, causando peligro de incendio o explosión. 
- Punto de ebullición: –23 °C
- Punto de fusión: –101,5 °C
- Densidad relativa al agua: 0,68
- Solubilidad en agua: 0,36 g/100 ml
- Presión de vapor: 521 kPa (a 20 °C)
- Densidad relativa de vapor (aire = 1): 1,4
- Límites de explosividad (% en volumen en el aire): 1,7 - 11,7